# Jan Polanc
Jan Polanc, född 6 maj 1992, är en slovensk tävlingscyklist.
Polanc tävlade för Slovenien vid olympiska sommarspelen 2016 i Rio de Janeiro, där han slutade på 52:a plats i herrarnas linjelopp.

## Stall
- Lampre-Merida (2013–)